# Morinda sibiricus
Morinda sibiricus är en insektsart som beskrevs av Alexander Fyodorovich Emeljanov 1962. Morinda sibiricus ingår i släktet Morinda och familjen dvärgstritar. Inga underarter finns listade i Catalogue of Life.